# واچولا (فلوریدا)
واچولا (به انگلیسی: Wachula) شهری در شهرستان هاردی ایالت فلوریدا است که در سال ۱۹۰۷ بنیان‌گذاری شده‌است. این شهر طبق سرشماری سال ۲۰۱۰ میلادی، ۵٬۰۰۱ نفر جمعیت داشته و مساحت آن نیز ۶٫۸ کیلومتر مربع است.